# Тюфекчи, Нериман Алтындаг
Нериман Алтындаг Тюфекчи (14 марта 1926, Стамбул — 3 февраля 2009, Стамбул) — турецкая певица.  Государственный артист Турции (1998).

## Биография
Родилась 14 марта 1926 года в Стамбуле. Окончила школу в родном городе. У неё была сестра годом старше, которая также стала певицей. Они обе с детства работали на «Ankara Radio». Нериман исполняла турецкие народные произведения, она даже отказалась от предложения дирижёра Германа Шерхена, однажды услышавшего её пение, стать оперной певицей.
На работе она познакомилась со своим первым супругом — Музаффером Сарысёзеном. Они поженились в 1951 году, но через пять лет, в 1956 году, развелись. У них был сын по имени Мемил. В 1958 году Нериман вышла замуж второй раз. Её избранником стал музыкант Нида Тюфекчи. В том же году у них родилась дочь Гамзе Языджи. Брак стал также началом их совместной карьеры, чаще всего во время выступлений Нериман пела, а Нида аккомпанировал ей. После распространения в Турции телевидения супруги выступали также и на нём. Они совместно написали книгу «Местные песни» (тур. Memleket Türküleri).
В 1976 году Нериман ушла с «Ankara Radio». После этого преподавала в государственной консерватории Анкары. В 1998 году Нериман было присвоено звание «государственный артист».
4 февраля 2009 года Нериман Тюфекчи умерла от сердечного приступа. Похоронена на кладбище Зинджирликую.